# Liochthonius tanzanicus
Liochthonius tanzanicus är en kvalsterart som beskrevs av Sandór Mahunka 1984. Liochthonius tanzanicus ingår i släktet Liochthonius och familjen Brachychthoniidae. Inga underarter finns listade i Catalogue of Life.